# Kuràkino
Kuràkino (Куракино en rus) - és un poble de l'óblast de Penza, a Rússia, que el 2012 tenia 1.244 habitants.